# Cerro Aymara
Cerro Aymara är en bergstopp i Antarktis. Den ligger i Sydshetlandsöarna. Argentina, Chile och Storbritannien gör anspråk på området.
Terrängen runt Cerro Aymaraär huvudsakligen kuperad, men den allra närmaste omgivningen är varierad. Havet är nära Cerro Aymaranorrut. Trakten är obefolkad. Det finns inga samhällen i närheten.